# Caballería del imperio
Caballería del imperio (übersetzt: „Die Kavallerie des Reichs“) ist ein mexikanischer Film aus dem Jahr 1942. Miguel Contreras Torres führte bei diesem Historien- und Abenteuerfilm Regie und hatte zudem gemeinsam mit Rafael M. Saavedra das Drehbuch verfasst.
Der Film erzählt die Geschichte der Liebe zwischen Ramón und der Baronin Lea. Ramón kämpft auf der Seite Benito Juárez’ gegen die Truppen von Kaiser Maximilian I. von Mexiko. Er verliebt sich in die Baronin Lea, die eine Doppelgängerin der Kaiserin Charlotte ist. Die Baronin ist jedoch bereits mit Rudolph, einem österreichischen Herzog im Dienste Maximilians, verlobt. Als Ramón gefangen genommen wird, nutzt die Baronin ihre Ähnlichkeit zur Kaiserin aus, um ihn zu befreien. Die Kaiserin findet dies heraus, vergibt der Baronin jedoch. Diese verlässt am Ende des Films gemeinsam mit der Kaiserin Mexiko, als das Reich unterzugehen droht, verspricht jedoch zurückzukehren, um mit Ramón zusammen zu sein.
Caballería del imperio wurde von Miguel Contreras Torres zusammen mit der Produktionsgesellschaft Producciónes Grovas produziert. Der Film hatte seine Premiere am 24. Juni 1942. Die polnische Opernsängerin Korjus, die in diesem Film in einer Nebenrolle auftrat, war zuvor im Hollywood-Film Der große Walzer zu sehen. Es war zudem das vierte Mal, dass Medea de Novara, die Ehefrau Contreras Torres, eine Rolle in einem seiner Filme übernahm.